# (7866) Sicoli
(7866) Sicoli és un asteroide que pertany al cinturó d'asteroides i va ser descobert el 13 d'octubre de 1982 per Edward L. G. Bowell des de l'Estació Anderson Mesa, en Flagstaff, Estats Units d'Amèrica. Inicialment va rebre la designació de 1982 TK.
Més endavant, en 1999, es va nomenar en honor de l'astrònom italià Piero Sicoli.
Sicoli orbita a una distància mitjana de 2,428 ua del Sol, podent allunyar-se'n fins a 2,939 ua i acostar-s'hi fins a 1,918 ua. La seva excentricitat és 0,2101 i la inclinació orbital 3,48 graus. Triga 1382 dies a completar una òrbita al voltant del Sol. El moviment de Sicoli sobre el fons estel·lar és de 0,2605 graus per dia. La seva magnitud absoluta és 13,3.